# Paul Franck (peintre)
Pour les articles homonymes, voir Paul Franck.
Paul Franck est un peintre, graveur et sculpteur belge né le 4 juillet 1918 à Gryon en Suisse et mort le 28 mai 1989 à Colombes en France.

## Biographie
Sa mère (Germaine Jacquiery), de nationalité suisse, étant morte alors qu'il n'avait qu'un an, il rentre à Liège avec son père (Adolphe Franck), Liégeois d'origine, fin 1919. Enfant difficile et particulièrement insoumis, Paul Franck est placé en pension de 1930 à 1940 dans des établissements catholiques : au Collège Saint-Louis à Namur, où il ne reste qu'un an, chez les Frères à Malonne d'où il s'enfuit deux fois, et enfin à l'école Saint-Luc de Tournai d'où il est exclu en 1940. Il se maria par la suite avec Esther Franck qui l'accompagna dans son cheminement artistique ainsi qu'au travers de multiples expositions jusqu'à la fin de sa vie.

### De l'expressionnisme au surréalisme
C'est à Tournai qu'il reçoit l'enseignement du professeur Jos Speybrouck (1891-1956) qui lui apprend les rudiments du métier et l'initie à l'art contemporain, notamment à l'expressionnisme flamand et allemand et au surréalisme, mouvements qui le marquent profondément. En 1941, Franck s'inscrit à l'école Saint-Luc de Liège. Il y remporte le Grand Prix de peinture en juillet 1942 avec une pieta.
Fin 1942, début 1943, il suit des cours à l'Institut supérieur des Arts d'Anvers. Il entre en contact avec Gustave van de Woestijne qu'il revoit dans sa maison d'Uccle durant toute l'année 1943.
En 1944, Paul Franck se fixe à Liège et y fréquente notamment le peintre Edgar Scauflaire. En 1946, il adhère au groupe « Haute Nuit », fondé à Mons par Louis Van de Spiegele. Formé à la suite des dissidences qui divisent dans l'immédiat après-guerre l'école surréaliste hennuyère, « Haute Nuit » expose à Mons, à La Louvière et, une fois, à Liège, dans les locaux de l'APIAW (Association pour le Progrès Intellectuel et Artistique de la Wallonie),. Les membres de « Haute Nuit » entretiennent d'excellentes relations avec le poète Achille Chavée qui présente souvent leurs expositions par une conférence sur le surréalisme.
Paul Franck passe ensuite tour à tour les années 1946, 1947 et 1948 à Mons, à Bruxelles et à Liège où la Société royale des Beaux-Arts et l'APIAW (grâce à l'impulsion de mécènes comme Ernest Van Zuylen et Fernand Graindorge) organisent des expositions importantes qui mettent les artistes liégeois au courant des derniers mouvements picturaux importants.
Paul Franck expose en 1948 à Mons (Galerie Le Sagittaire), à Gand (Galerie Jordaens) et à Bruxelles (Galerie Apollo).

### Vers l'abstraction
Dans l'après-guerre, des artistes belges vont à Paris et participent aux expositions du Salon des Réalités nouvelles. L'association crée d'ailleurs plusieurs sections étrangères, dont une à Liège en 1948 qui prend le nom de « Réalité-Cobra » à l'initiative de Christian Dotremont. Elle réunit entre autres Pol Bury, Georges Collignon, Paul Franck et Léopold Plomteux.
En 1950, à Liège, « Réalité-Cobra », premier groupe constitué en Belgique pour la défense et la diffusion de l'art abstrait. Par sa démarche depuis 1949, Franck suit le « processus logique du surréalisme dans la non-figuration ».
L'exposition « Réalité-Cobra » se tient à l'APIAW du 27 mai au 8 juin 1950. Léon Degand, critique d'art y donne une conférence intitulée « Le triomphe de l'art abstrait ».
Un an plus tard, en 1951, il obtient le premier prix de gravure à l'Académie des beaux-arts de Liège (Professeur : Georges Comhaire).
Il fonde alors le groupe Réalité 2 et ensuite Origine, composé de Léna Karji (Hélène Bury), Rener (René Plomteux) et Antoine Plomteux. Issu du groupe Réalité-Cobra, Paul Franck ressent la relation entre Cobra et la première tendance du groupe Réalité comme une antinomie, ce qui le pousse à faire scission en créant d'abord le groupe Réalité 2 qui n'exposera jamais, ensuite le groupe Origine qui, lui, se manifeste par deux reprises en 1951 et 1952 au sein de l'APIAW. Les membres du groupe Origine s'attachent à exprimer à travers leur art un retour à l'essence des choses. Il s'agit pour eux d'observer des détails de la nature qui passent généralement inaperçus, ce qui produit des oeuvres d'apparence abstraite mais qui, par analogie, rejoignent les structures organiques de la minéralogie, de la biologie ou de la cristallographie. Cette tendance participe d'un rapprochement entre art et nature dans ses structures fondamentales.Ce groupe exposa pour la première fois à l'A.P.I.A.W. en juin 1951. Franck présentait des gravures et six peintures réalisées depuis sa rupture avec Haute Nuit en 1949.
En 1952, Paul Franck quitte la Belgique pour le canton de Vaud en Suisse. Il y reste jusqu'en 1956. Il y expose des œuvres abstraites et apprend de Stanley William Hayter les nouvelles techniques de l'estampe, notamment son procédé de l'impression en couleurs.
En 1956, il quitte la Suisse pour s'installer à Paris et travaille dans un atelier de Montparnasse. Dès 1964, il réalise des « Kalcinat », plaques de plastique calcinées (d'où le nom), transformées en corps sans tête, craquelés et percés.
Dans les années 1968-69, Paul Franck réalise une série de toiles à l'aide de fins papiers chiffonnés, peints et collés.

### Retour à la figuration
Lors d'une rétrospective de ses œuvres organisée en 1981 à Liège au Musée d'art moderne et d'art contemporain, Paul Franck propose ses gravures - notamment sa série des Effigies romaines -, dessins et sculptures. Pierre Courthion, critique d'art, écrit en 1980 que ces sculptures « composent une forêt de caractère totémique. Mais ces bois ont la particularité d'être anthropomorphes plutôt que zoomorphes. Dans la verticalité de leurs troncs morcelés, je reconnais des yeux, d'étranges encoches, des griffures, un lancer de bandes verticales formant une conversation, d'un élan expressif ».
En 1986, une exposition intitulée « Paul Franck. Le laboratoire du portrait » est organisée au Centre wallon d'art contemporain La Châtaigneraie à Flémalle. On expose des portraits de Louis Scutenaire, Marcel Mariën, André Balthazar, François Jacqmin… Paraît à ce moment une Anthologie pratique des sept types en or (Paul Bourgeois, François Jacqmin, Théodore Koenig, Joseph Noiret, Gabriel Piqueray, Marcel Piqueray, Pierre Puttemans) préfacée par Alain Borer et illustrée par Paul Franck.
Du 9 mars au 1er avril 1989 une exposition parisienne (Galerie Callu Mérite) est consacrée à ses œuvres abstraites datant de 1949 à 1955.
Une importante exposition rétrospective est organisée en septembre 2002 par la Galerie de Wégimont, dans la région liégeoise en Belgique.

## Citations
Sur la gravure, texte écrit en 1963 et publié dans le catalogue de l'exposition au Musée d'art moderne et d'art contemporain et le Cabinet des Estampes et des Dessins de Liège en 1981 :

« La gravure possède ses joies profondes, la naissance de nouveaux rythmes techniques, la prise de position d'un monde en perpétuel devenir. Enfin, une germination permanente, grâce aux différentes façons de l'approcher.
La gravure est l'alchimie moderne, l'embrasement technique de toutes les techniques pour faire surgir du dedans de nous, des mondes toujours renouvelés...
La gravure est une technique vivante et morale. C'est le flux et le reflux de la vie qui cherche sa voie par différentes transformations matérielles. Projeter sur le zinc ou le cuivre une vision autonome et originale, une authenticité extraordinaire... »

## Muséographie

### Belgique
- Musées royaux des beaux-arts, Bruxelles, Belgique[18]
- Musée des beaux-arts de Liège, Belgique
- Cabinet des Estampes et des Dessins, Liège, Belgique
- Collection Wittert, Université de Liège, Belgique

### Autres pays
- Cabinet des estampes, Paris, France
- Lieu d'Art et Action contemporaine, Dunkerque, France
- Musée de Genève, Suisse
- Musée de Bâle, Suisse
- Musée de Milan, Italie
- Musée de Florence, Italie
- Musée de Lodz, Pologne
- Musée de Skopje, Macédoine
- Musée d'Amsterdam, Pays-Bas
- Musée de Vienne (Albertina), Autriche

## Principales expositions
- 1942 : Mons, Galerie Le Sagittaire
- 1948 :
  - Mons, Galerie Le Sagittaire
  - Gand, Galerie Jordaens
  - Bruxelles, Galerie Apollo
  - Liège, APIAW Groupe « Haute Nuit »
- 1950 :
  - Bruxelles, Galerie Saint-Laurent
  - Lausanne, Guilde du Livre
  - Liège, APIAW (Groupe « Réalité Cobra »)
- 1952 : Anvers, Graphic Art Hooremans
- 1953 : Lausanne, Guilde du Livre
- 1954 : Paris, Galerie Vivet
- 1956 :
  - Paris, Galerie La Roue
  - Bruxelles, Salon de la jeune peinture belge
- 1958 : Paris, Galerie Colette Allendy
- 1962 : Bruxelles, Galerie Saint-Laurent
- 1965 : Liège, 20 ans d'APIAW
- 1968 :
  - Gand, Galerie Kaleidoscope
  - Liège, Galerie Baudoux
- 1969 : Liège, première biennale internationale de gravure
- 1972 : Bruxelles, Art Gallery Thompson
- 1975 : Liège, Société royale des Beaux-Arts
- 1980 : Bruxelles, Galerie Echancrure
- 1981 : Liège, Musée de la Boverie & Cabinet des estampes « Atelier de P. Franck : 25 graveurs »
- 1982 : Flémalle, Centre wallon d'art contemporain, « Réalité-Cobra : 1950 »
- 1986 : Flémalle, Centre wallon d'art contemporain. Le laboratoire du portrait
- 1989 : Paris, Galerie Callu Mérite

## Prix
- 1940 : Prix pour le modelage, sculpture, Institut Saint-Luc de Tournai
- 1941 : Grand Prix de peinture, Institut supérieur des Beaux-Arts Saint-Luc de Liège
- 1942 : Prix Marie, Liège
- 1951 : Médaille du Gouvernement belge pour la gravure, Liège
- 1963 : 3e prix Biarritz pour la peinture, Paris